# Leo Lewin

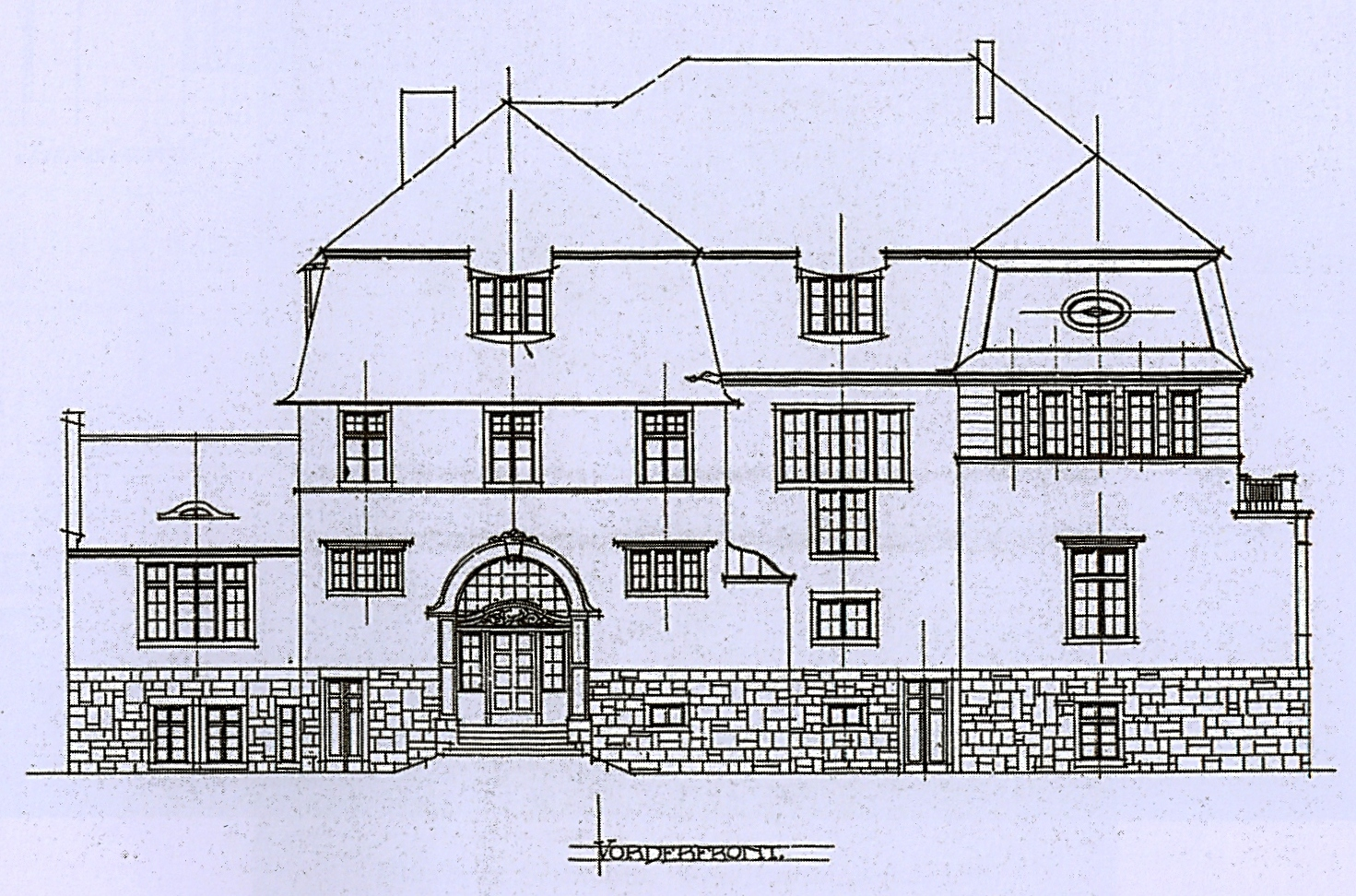
Villa Leo Lewin

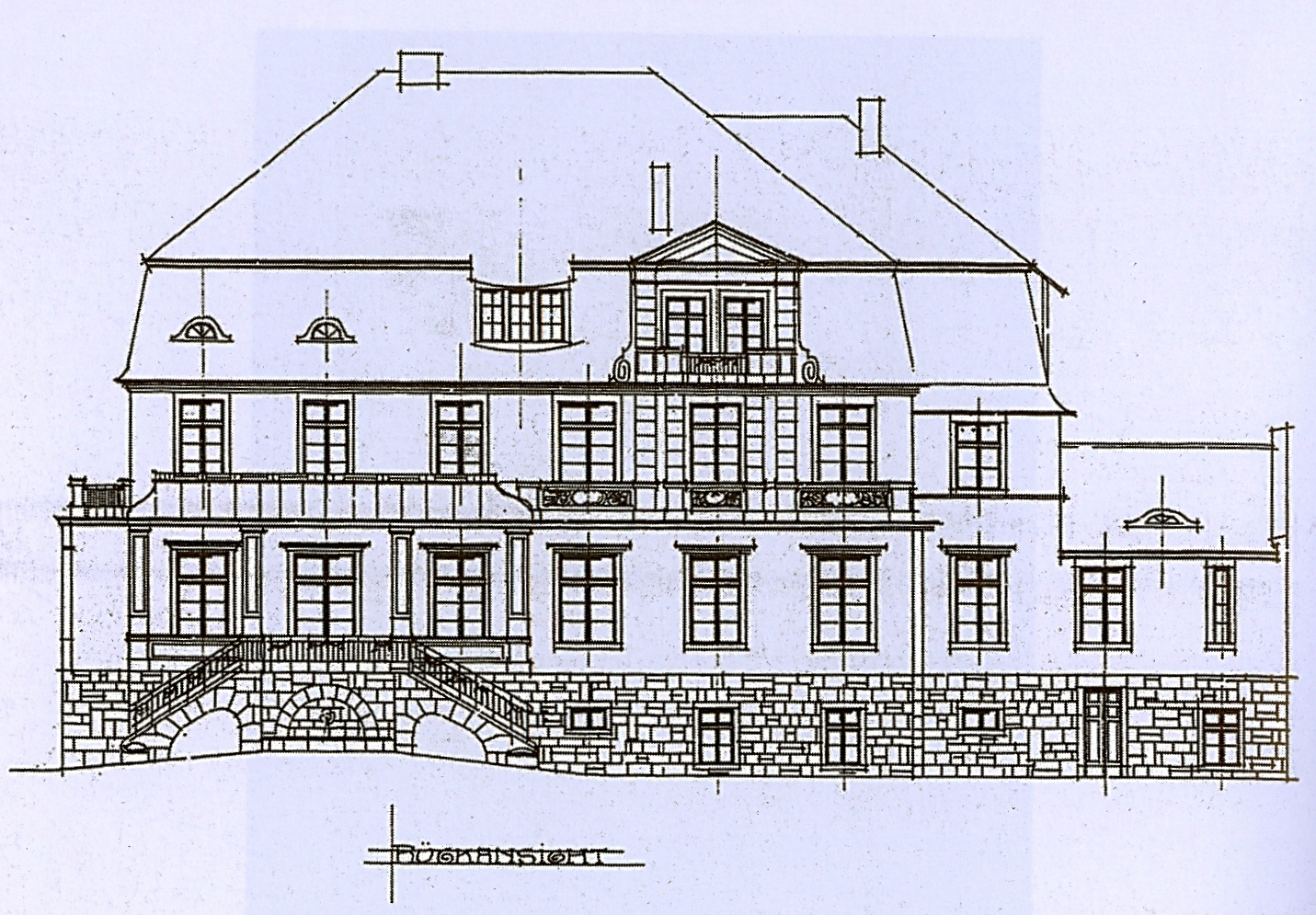
Villa Leo Lewin

Leo Lewin (* 1881 in Breslau; † um 1940 oder um 1965) war ein deutscher Kaufmann, Kunstsammler und Pferdezüchter.

## Familie

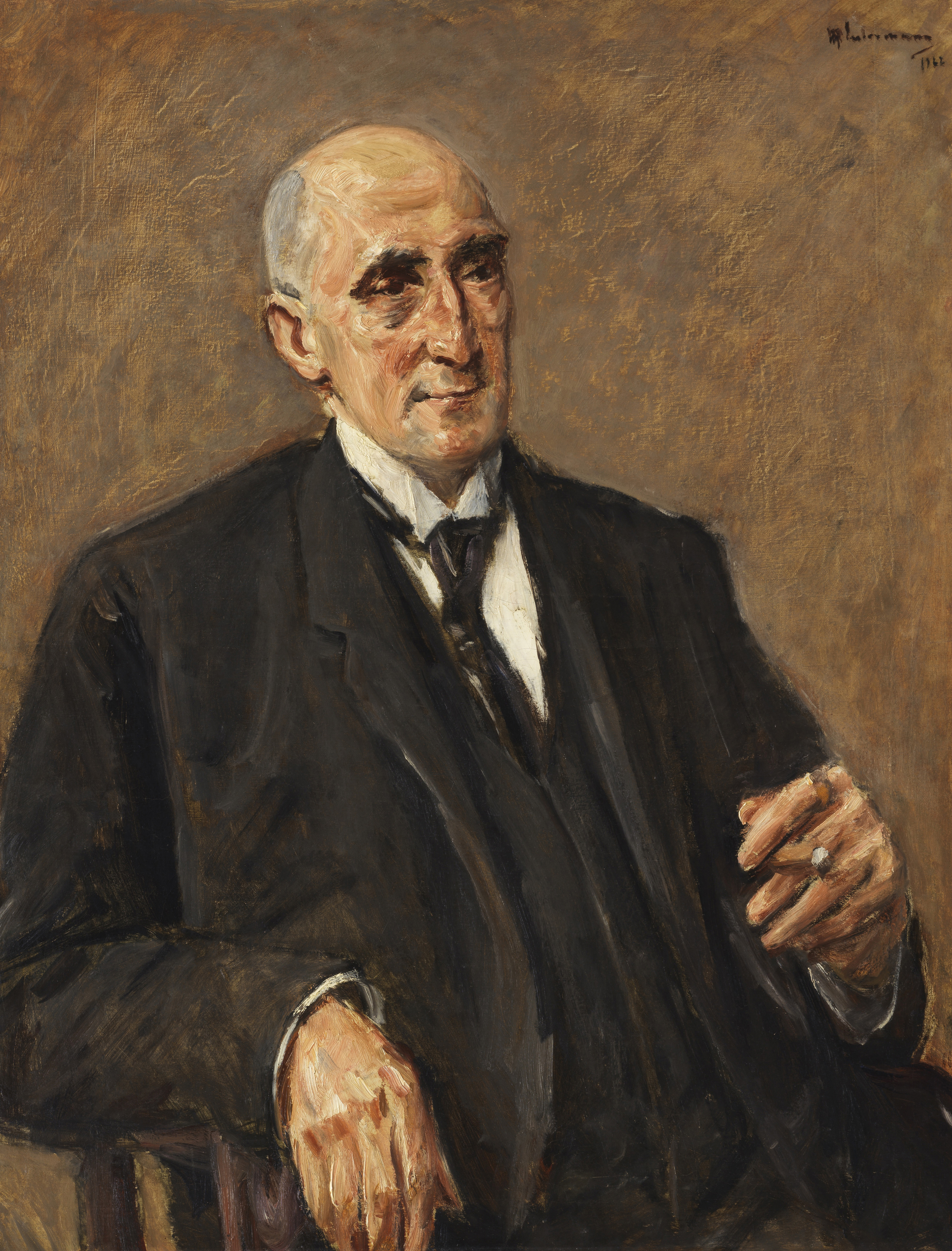
Porträt Carl Lewin (Max Liebermann)

Er wurde als ältestes von sechs Kindern des Breslauer Textilfabrikanten Carl Lewin (1855–1926) geboren. Seine Textilfirma Carl Lewin produzierte am Anfang Herrenbekleidung, später wurde das Angebot um Arbeiter- und Schutzbekleidung sowie um Pferdedecken und Plaids erweitert. Das Firmengeschäft hatte seinen Sitz in der Gartenstraße 7 (heutige ul. Piłsudskiego). Im Ersten Weltkrieg lieferte die Firma an die deutsche Armee und stattete Soldaten und Pferde aus, womit das Unternehmen wohlhabend wurde. 1917 heiratete Lewin Helene Kosewski. Das Ehepaar bezog eine Villa in der Akazienallee 12 in Breslau; diese wurde durch Oskar Kaufmann unter Mitwirkung zahlreicher Künstler wie César Klein aufwendig umgebaut. In den 1930er-Jahren emigrierte die Familie nach England

Helen Lewin
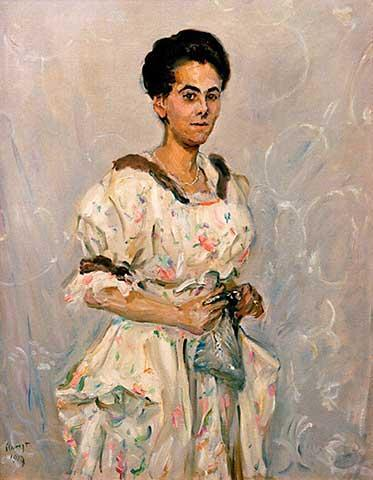
Porträt Helen Lewin (Max Slevogt)
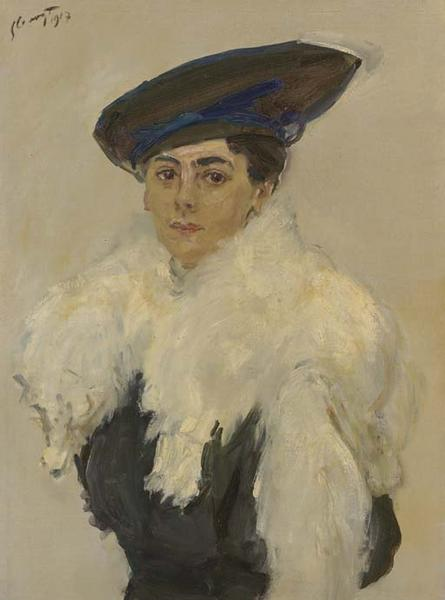
Porträt Helen Lewin (Max Slevogt)

## Pferdezucht
Nach dem Ersten Weltkrieg pachtete Leo Lewin das von Georg von Bleichröder gegründete Gestüt Römerhof in Erftstadt und ließ die Kriegsschäden beheben. Der Stutenbestand umfasste unter Lewin einen Umfang von bis zu 80 Tieren, damals der größte Bestand Deutschlands. Ab 1925 veranstaltete Lewin erfolgreich Jährlings-Auktionen.
1921 pachtete Lewin im alten Fischerdorf Bindow bei Königs Wusterhausen zusätzlich das heruntergekommene Gestüt von Otto von Goßler. Hier plante er ein auf Traber spezialisiertes Gestüt aufzubauen. Erfolge stellten sich bald ein, Homer, Zora und Lebenskünstler errangen von 1924 bis 1926 das Blaue Band.
1925 gewann Lewins Pferd Roland das Deutsche Derby.
1927 verlagerte Lewin die Zucht in die Domäne Stauffenburg. Von Lewin stammen auch einige der Siegerpferde, die Rennstallbesitzer Emil Perk aus Berlin auf allen deutschen Rennbahnen an den Start brachte.
Nach der Machtergreifung der Nationalsozialisten in Deutschland wurde das Gestüt Römerhof an Rudolf von Skrbensky verpachtet.

## Kunstsammlung
Leo Lewin legte eine bedeutende Kunstsammlung an. Ein großer Teil der Sammlung wurde 1927 in Berlin versteigert, drei Jahre später folgten weitere Werke.
Die Sammlung bestand u. a. aus vielen Gemälden und Zeichnungen von Max Slevogt und Max Liebermann (20 Gemälde), die Porträts der Familienmitglieder des Sammlers schufen. Der Bildhauer August Gaul schuf für Lewin den Kleinen Tierpark, bestehend aus fünfzehn winzigen Bronzen- und Silberfiguren, und zudem einen Brunnen mit Gänsestatuen, der im Villengarten in der Akazienallee stand. In der Villa befanden sich Gemälde von Hans von Marées, Wilhelm Trübner, Lovis Corinth, Hans Thoma und Carl Spitzweg, zudem Skulpturen von Georg Kolbe und Ernst Barlach. Lewin besaß auch einige Werke des Malers Adolph von Menzel wie das Gemälde Prozession in Hofgastein, das sich heute in der Neuen Pinakothek in München befindet.
1921 erwarb er bei der Ausstellung Edvard Munchs in der Berliner Galerie Cassirer zwei Landschaftsbilder. Zudem erwarb er Stillleben von Pablo Picasso, die sich heute in der Tate Gallery in London befinden, auch Werke französischer Realisten, so von Camille Corot (zum Beispiel Poesie, heute im Wallraf-Richartz-Museum in Köln), von Honoré Daumier und Gustave Courbet (Grand Pont in der Yale University Art Gallery). Weiter besaß er auch ein Werk von Édouard Manet, das einen jungen Stier auf der Wiese zeigt und 1881 in Versailles entstand, sowie Porträts von Renoir, ein Landschaftsbild von Camille Pissarro, ein Bild von Paul Cézanne und ein Gemälde von Claude Monet, das schneebedeckte Weinfelder bei Moulin d’Orgemont zeigt. Eines von drei Gemälden Vincent van Goghs in Lewins Besitz erwies sich trotz einer Expertise von Julius Meier-Graefe als Fälschung.
Bereits im April 1927 sah sich Lewin angesichts der Wirtschaftskrise gezwungen, einen größeren Teil der Sammlung bei Paul Cassirer zu versteigern. Nach der Machtergreifung ließ er zur Bedienung der Strafsteuern auch seine Drucksammlung von Max Perls versteigern. Die verbliebenen Kunstwerke, insbesondere die Bestände der umfangreichen Bibliothek konnte Lewin in die Emigration nach London mitnehmen, wo sie in den Folgejahren in den Antiquariaten auftauchten, erkennbar durch ein auffälliges Exlibris von Max Slevogt.

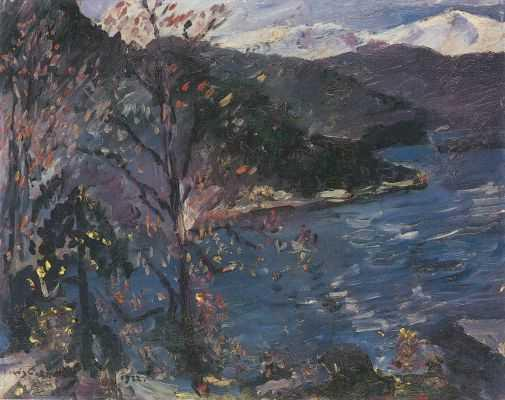
Lovis Corinth, Walchensee im Herbst (Sammlung Leo Lewin und Ismar Littmann).
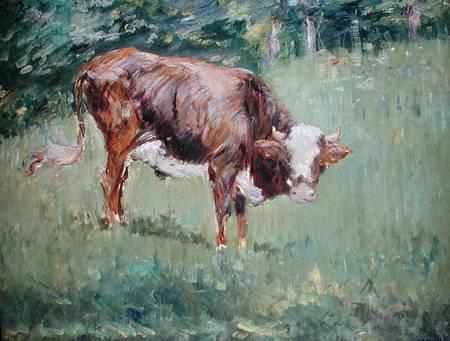
Edouard Manet, Junger Stier auf der Wiese.
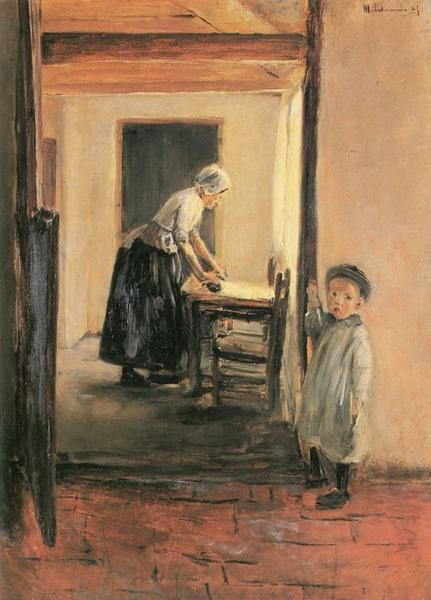
Max Liebermann, Bügelnde Dame (Sammlung Leo Lewin).
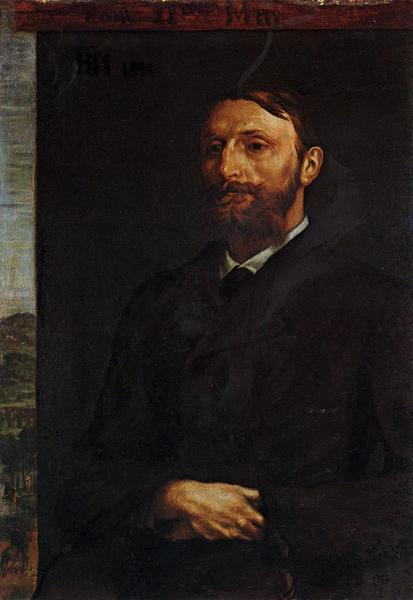
Hans von Marees, Porträt Konrad Fiedlers (Sammlung Leo Lewin).
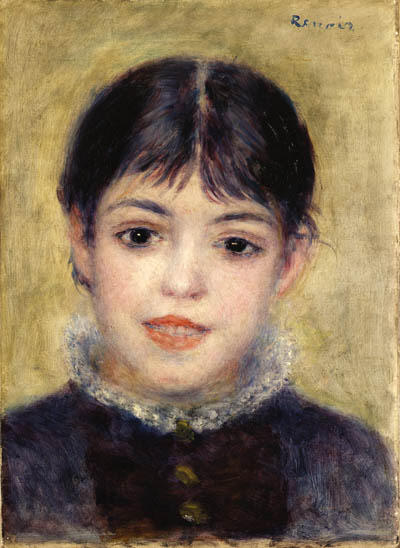
Auguste Renoir, Lachendes kleines Mädchen, Porträt der Schauspielerin Jeanne Samary (Sammlung Leo Lewin u. Max Silberberg).
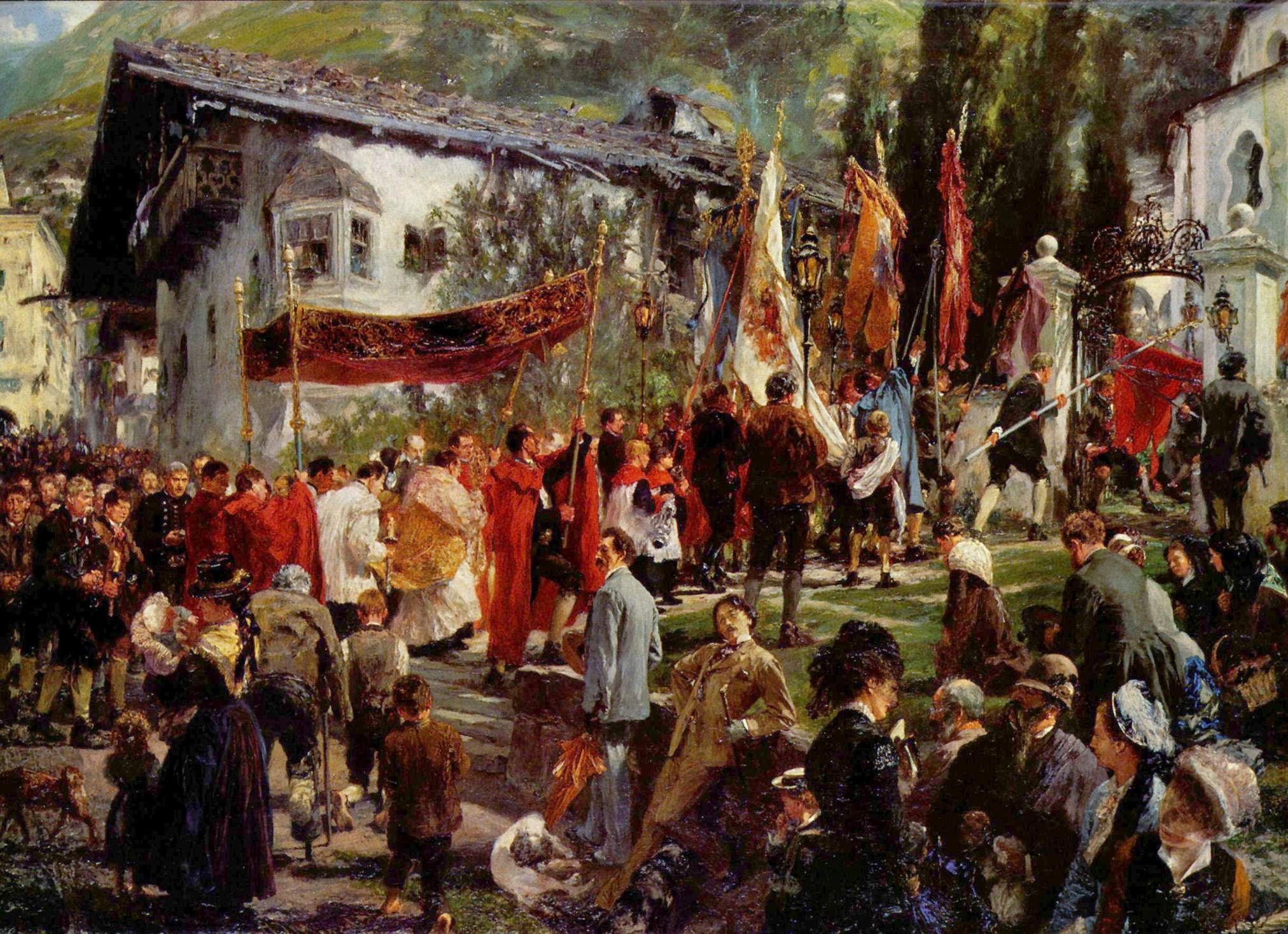
Adolph von Menzel, Prozession in Hofgastein.

## Sonstiges
1910 übernahm Lewin den Vereinsvorsatz des Fußballvereins SC 1904 Breslau, später umbenannt in Vereinigte Breslauer Sportfreunde, welchen er ebenfalls finanziell unterstützte.